# Inlandsvägen

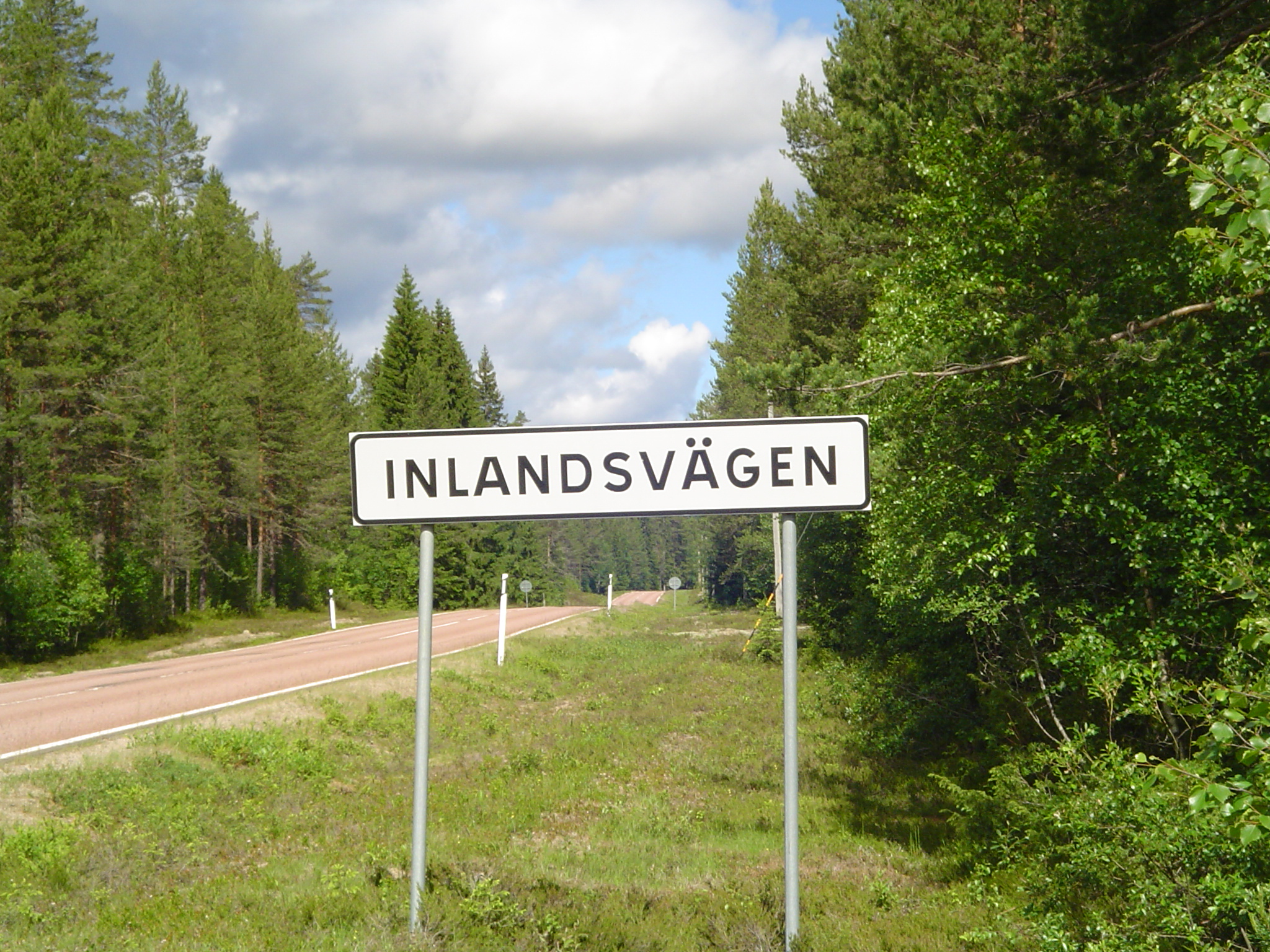
Vägskylt för inlandsvägen

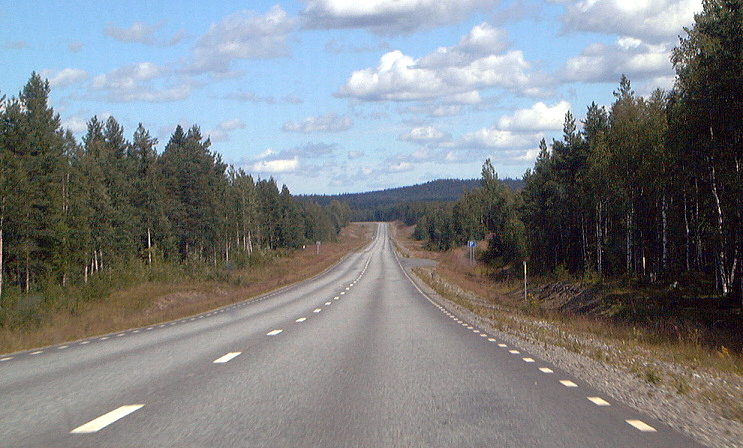
Inlandsvägen i Lappland

Inlandsvägen är en turistväg genom Sveriges inland från Halland respektive Göteborg i söder till Karesuando i norr.

## Sträckning
Ena grenen:
Halmstad–Mora längs riksväg 26, därefter Mora–Karesuando utefter E45. Sträckan följer genvägen längs Länsväg 185 vid Mullsjö.
Andra grenen:
Göteborg–Mora och vidare till Karesuando hela vägen utefter E45.

## Historik
Namnet knyter an till järnvägen Inlandsbanan. Marknadsföringen av vägen sköts av de kommuner vägen passerar, och syftar till att få både turister och yrkesförare att välja detta alternativ till förmån för andra vägar. Kallas ibland också för Via Lappia.